# Sándor Torghelle
Sándor Torghelle (ur. 5 maja 1982 w Budapeszcie) – węgierski piłkarz występujący na pozycji napastnika. Zawodnik MTK Budapest FC.

## Kariera klubowa
Torghelle zawodową karierę rozpoczynał w 1999 roku w klubie Kispest-Honvéd z Nemzeti Bajnokság I. Spędził tam 4 lata. W międzyczasie przebywał na wypożyczeniu w zespole Marcali. W 2003 roku przeniósł się do ekipy MTK Hungária. Jej barwy reprezentował przez rok.
W 2004 roku Torghelle podpisał kontrakt z angielskim Crystal Palace z Premier League. W tych rozgrywkach zadebiutował 14 sierpnia 2004 roku w zremisowanym 1:1 pojedynku z Norwich City. Przez rok w barwach Crystal Palace rozegrał 12 spotkań. W 2005 roku odszedł do greckiego Panathinaikosu. W Superleague Ellada pierwszy mecz zaliczył 11 września 2005 roku przeciwko AO Ionikos (1:1). W Panathinaikosie również spędził rok.
W 2006 roku Torghelle został graczem innego zespołu greckiej ekstraklasy, PAOK-u Saloniki. Pierwszy ligowy występ zanotował tam 26 sierpnia 2006 roku w potyczce z Iraklisem (3:1). 21 stycznia 2007 roku w przegranym 2:3 spotkaniu z Olympiakosem strzelił pierwszego gola w lidze greckiej.
W 2007 roku odszedł do niemieckiej ekipy FC Carl Zeiss Jena występującej w 2. Bundeslidze. Zadebiutował w niej 19 sierpnia 2007 roku w przegranym 0:1 spotkaniu z FC St. Pauli. 24 sierpnia 2007 roku w przegranym 3:4 pojedynku z 1. FC Köln zdobył pierwszą bramkę w 2. Bundeslidze. W Carl Zeiss Jena występował w latach 2007–2008, następnie przez 2 lata występował w innym drugoligowym zespole, FC Augsburg, a w 2010 roku podpisał kontrakt z Fortuną Düsseldorf, również z 2. Bundesligi.

## Kariera reprezentacyjna
W reprezentacji Węgier Torghelle zadebiutował 18 lutego 2004 roku w wygranym 2:0 towarzyskim meczu z Armenią. 28 kwietnia 2004 roku w przegranym 1:4 towarzyskim pojedynku z Brazylią strzelił pierwszego gola w drużynie narodowej.